# Amt Eltmann
Das Amt Eltmann oder Amt Wallburg war ein Amt des Hochstifts Würzburg.

## Geschichte
Kern der Ämterbildung im Rahmen der Territorialisierung waren die Burgen, hier die namensgebende Wallburg. 1278 wurde erstmals urkundlich ein würzburgischer Vogt auf der Wallburg genannt. 1316 bis 1352 war das Amt an den Ritter Theodor von Hohenberg verpfändet. 1363 erfolgte eine Verpfändung an die Ritter Dietrich, Eberhard und Apel Fuchs. Ab 1404 war Dietrich Fuchs und sein Sohn Thomas für einen Betrag von 7000 Gulden Pfandnehmer. 1477 konnte das Hochstift das Amt wieder einlösen.
In diesem Zusammenhang ließ Bischof Rudolf II. von Scherenberg ein Zinsbuch erstellen, aus dem der Umfang des Amtes erkennbar wird.
| Ort              | Untertanen | Besitz                                 |
| ---------------- | ---------- | -------------------------------------- |
| Eltmann          | 116        | 30 Häuser, 46 Hofreiten, 1 Mühle       |
| Ebelsbach        | 7          | 6 Hofreiten                            |
| Eschenbach       | 13         | 4 Lehen, 4 Selden, 2 Güter, 1 Hofreite |
| Dippach          | 5          | 3 Lehen, 1 Mühle                       |
| Stettfeld        | 92         | 5 Huben, 21 Selden                     |
| Oberschleichach  | 7          | 1 Selte, 6 Gütlein                     |
| Unterschleichach | 8          | 9 Gütlein, 1 Hofreite                  |

Wie damals üblich war das Amt durchsetzt von Hoheitsrechten Dritter. Ein Zins- und Gültenbuch von 1511/13 zeigt:
| Ort                | Würzburger Besitz | Fremder Besitz                       |
| ------------------ | ----------------- | ------------------------------------ |
| Eltmann            | 184 Herdstätten   | 1. Freigut des Jörg Fuchs            |
| Eschenbach         | 11 Herdstätten    |                                      |
| Dippach            | 9 Mann            | 1 Mann des Jörg Fuchs                |
| Stettfeld          | 84 Herdstätten    |                                      |
| Oberschleichach    | 7 Herdstätten     | 2 Herdstätten der Fuchs              |
| Unterschleichenach | 5 Herdstätten     | 4 Herdstätten des Hochstifts Bamberg |
| Ebelsbach          | 40                | 8 Untertanen der Rotenhanerhilet     |

Daneben wurden die Cent Eltmann und Cent Hohenaich und der kleine Zoll auf dem Main vom Amt verwaltet.
1528 erwarb das Hochstift für 800 Gulden Untertanen und Zentrechte in Stettfeld von Philipp Truchseß von Pommersfelden. Trossenfurt war Ganerblicher Besitz. Gemäß Rezess vom 3. Oktober 1656 stand Würzburg die Hälfte der Abgaben zu und war alleine Zentherr. Weitere Ganerben waren Münster von Lisberg, das Bamberger Martinsspital und das Würzburger Juliusspital. Tütschengereuth war Kondominium zwischen Bamberg und Würzburg.
1651 bis 1656 erwarb das Hochstift vom Juliusspital für 30.000 Gulden die Güter, die Fuchs von Bimbach dort verpfändet hatte. Das war das Dorf Limbach mit allen Gerechtigkeiten, den Zenten in Dippach und verschiedene Untertanen, Rechte und Güter in Roßbach, Sand und Steinbach. 1685 entstand Unterschleichach aus einer Glashütte. 1665 starben die Echter von Mespelbrunn aus und das Hochstift erhielt einige Untertanen in Weisbrunn und den Zenten in Roßstadt.
Die Statistik des Hochstiftes Würzburg von 1699 nennt 393 Untertanen in einer Stadt und 16 Dörfern. Als jährliche Einnahmen des Hochstiftes aus dem Amt wurden abgeführt: Schatzung: 50 Reichstaler, 11¾ Batzen, Akzise und Ungeld: 162 fl und Rauchpfund: 359 Pfund.
Im 18. Jahrhundert wurde das Amt Eltmann auch als Oberamt bezeichnet. An der Spitze stand formell ein adliger Oberamtmann.
Nach dem Übergang an Bayern 1802 wurde das Amt aufgehoben und der überwiegende Teil der Orte dem Landgericht Bamberg II zugeordnet. Ein kleiner Teil kam zum Landgericht Hallstadt.

## Das Zentgericht
Das würzburgische Zentgericht Eltmann umfasste 1575 Bischofsheim, Breitbrunn, Dankenfeld, Ebelsbach, Eltmann, Eschanbach, Fatschenbrunn, Friedrichsbrunn, Gleisenau, Hasenzellem Hermannsberg, Neubrunn, Neuhaus, Oberschleichach, Pettstadt, Priegendorf, Priesendorf, Salmsdorf, Sand, Schönbrunn, Seesbühl, Steinbach, Hoßholz Kalckofen, Kettendorf, Kirchaich, Kirchlauter, Krappenhof, Leppelsdorf, Limbach, Mittelholz, Stettfeld, Taubenholz, Tretzendorf, Trossenfurt, Unterschleichach, Weikartslauter, Weisbrunn und Wörth (umstritten).
Das Zentgericht wurde unter freiem Himmel vor dem Saalhof gehalten. Die Richtstätte befand sich am Limbacher Weg. Als Flurnamen weist „Galgenleite“, etwa 250 Meter westlich der Kirche und „Stockgasse“ darauf hin.

## Amtssitz
Amtssitz war zunächst einmal die Burg. 1590 erwarb Würzburg für 400 Gulden ein Gebäude in Eltmann als Kellerei und erweiterte dies 1601/1602 durch den Ankauf zweier zweiterer Häuser für 1000 Gulden. 1657 erwarb Würzburg von Heinrich Fuchs von Gleisenau den Salhof. 1777 verlegte das Hochstift den Amtssitz von der Burg in den Saalhof in der Stadt.

## Umfang
Am Ende des HRR bestand das Amt aus der Stadt Eltmann und den Dörfern Bischberg, Dippach, Ebelsbach, Eschenbach, Limbach, Neuschleichach, Oberschleichach, Roßstadt, Schönbach, Schönbrunn, Stettfeld, Trossenfurt, Tütschengereuth, Unterschleichach und Weisbrunn.

## Persönlichkeiten

### Amtmänner
- Ritter Martin Zollner zu Walchenfeld (1488)
- Hans von Giech (1490–1492)
- Karl von Bastheim (1492–1495)